# 芦葭站
芦葭站位于中华人民共和国四川省简阳市，是成都市域铁路S3线的一座预留车站。

## 车站概要
芦葭站位于简阳市芦葭镇，是自成都方向的第二个车站，简阳境内的第二个车站，因所在行政区而得名。规划建设期间，本站曾用名“吕家咀站”。

## 车站结构
芦葭站为高架双岛式站台车站，预留S3线支线或S13線延伸至天府机场3号4号航站楼站的条件。

## 大事记
- 2021年12月28日，芦葭站主体结构封顶。[3]